# Mary Shepard
Pour les articles homonymes, voir Shepard.
Mary Shepard est une illustratrice britannique née le 25 décembre 1909 et morte le 4 septembre 2000. Elle est principalement connue pour ses illustrations de la série des Mary Poppins de Pamela L. Travers, publiée à partir de 1934.

## Biographie

### Enfance et études
Mary Shepard est la fille de la peintre Florence Chaplin et d'Ernest Howard Shepard, déjà illustrateur de littérature d'enfance et de jeunesse pour des auteurs comme Alan Alexander Milne (Winnie l'ourson) ou Kenneth Grahame (Le Vent dans les saules).
En 1927, la même année où sa mère disparait, elle entre à la Slade School of Fine Art où elle étudie le dessin et la peinture.

### Mary Poppins
Alors qu'elle est diplômée depuis peu, Mary Shepard est approchée par Pamela L. Travers pour illustrer la première histoire de sa série Mary Poppins. À l'origine, celle-ci voulait que ce soit son père, Ernest Howard Shepard, qui l'illustre, mais ce dernier était trop occupé. Aussi Pamela L. Travers se tourne-t-elle vers Mary Shepard après avoir eu un aperçu de son travail sur une carte de Noël. Ainsi, entre 1934 et 1988, Mary Shepard illustre les huit histoires de la série Mary Poppins.

### Autres travaux
Au cours de sa carrière, Mary Shepard illustre également Adventure May Be Anywhere, de l'autrice jeunesse Ruth Manning-Sanders (en), ainsi qu'une histoire d'Alexander Milne.